# Tierbefreiung
Unter Tierbefreiung werden Aktionen zur Freisetzung von Tieren aus Massentierhaltung, Legebatterien, Pelzfarmen oder Versuchstierlaboren verstanden. Die Tiere werden von den Aktivisten entweder in die Natur entlassen oder bei Privatpersonen untergebracht. Juristisch werden Tierbefreiungsaktionen im Allgemeinen als Straftaten behandelt.
Daneben bezeichnet Tierbefreiung auch eine politische Position, die jegliche Nutzung von empfindungsfähigen Lebewesen durch den Menschen ablehnt. In Abgrenzung zur Tierrechtsposition wird dies jedoch nicht durch die Einführung von Tierrechten gefordert, sondern geht einher mit einer Skepsis gegenüber staatlich eingesetzten Machtinstrumenten und Herrschaftsverhältnissen. Des Weiteren wird das Problem des Speziesismus in der Tierbefreiung nicht als rein tierethisches, sondern insbesondere auch als soziales Problem aufgefasst, auf vergleichbare Art wie Sexismus und Rassismus.
Historisch geht der Begriff auf das von Peter Singer 1975 veröffentlichte Buch Animal Liberation zurück, mit dem die moderne Tierrechtsbewegung begann.

## Motivation
Nach Meinung von Tierbefreiungsaktivisten werden Tiere in solchen Betrieben ausgebeutet beziehungsweise unterstellte Grundrechte (Tierrechte) vorenthalten oder systematisch verletzt. Helmut F. Kaplan etwa begründet Tierbefreiungen als moralisch legitim. „Sobald jemand irgendwelche Rechte hat, hat er automatisch das Recht, befreit zu werden, wenn ihm diese Rechte vorenthalten werden.“
Während die Aktivisten im Allgemeinen versuchen, unerkannt zu bleiben, werden sogenannte offene Tierbefreiungen unvermummt ausgeführt und mit Hilfe von Kameras dokumentiert. Mit dem gefilmten oder fotografierten Material soll mediale Aufmerksamkeit erreicht werden. Häufig werden offene Tierbefreiungen in Betrieben der Intensivhaltung veranstaltet, bei denen Verstöße gegen Tierschutzgesetze vorliegen. Von u. a. der Animal Liberation Front oder der PETA werden Tierbefreiungsaktionen auch als direkte Aktion bezeichnet.
Einer der ersten Fälle einer publik gewordenen Tierbefreiung war die Entwendung zweier Delphine aus dem meeresbiologischen Institut der Universität von Hawaii durch die Studenten Kenneth W. Le Vasseur and Stephen C. Sipman im Jahr 1977. Nachdem die Täter die Delphine im Pazifischen Ozean freigelassen hatten, beriefen sie in Honolulu eine Pressekonferenz ein, in der sie die Journalisten über ihr Vorgehen informierten. Für die amerikanische Justiz war die Tat Le Vasseurs und Sipmans ein Präzedenzfall. Beide wurden wegen Diebstahls verurteilt.
Der erste öffentlich diskutierte Präzedenzfall einer Tierbefreiung aus einer öffentlichen Forschungseinrichtung war die Kontroverse um die Affen von Silver Spring, die 1981 in den USA begann und danach über Jahrzehnte politisch und juristisch polarisierte und den begleitenden Diskurs prägte. Einer breiten Öffentlichkeit bekannt wurde auch die Tierbefreiung des Bärenmakaken Britches, der im Jahr 1985 von Aktivisten der Animal Liberation Front (ALF) aus einem Versuchslabor der University of California in Riverside entfernt wurde.

## Juristische Bewertung in Deutschland
Juristisch sind Tierbefreiungen im Allgemeinen eine Straftat. Da Tiere nach § 90a Bürgerliches Gesetzbuch rechtlich als Sache behandelt werden, können Tierbefreiungen daher als Diebstahl im Sinne des § 242 Strafgesetzbuch (StGB) bestraft werden, es sei denn, die Tiere werden unmittelbar in die Wildnis entlassen (ausgesetzt). Das Aussetzen von Tieren ist nach § 3 Abs. 3 Tierschutzgesetz (TierSchG) verboten und wird als Ordnungswidrigkeit gemäß § 18 Abs. 1 Nr. 4 TierSchG mit einer Geldbuße bestraft.
Das unerlaubte Eindringen in fremde Ställe, Forschungseinrichtungen oder Zuchtbetriebe gilt im Allgemeinen als Hausfriedensbruch (§ 123 StGB). Werden dabei etwa Türen aufgebrochen, liegt zudem eine Sachbeschädigung vor (§ 303 StGB). Die Rechtsprechung ist jedoch uneinheitlich.

## Bekannte Aktivisten
- Richard O’Barry (USA; * 1939); befreite nach eigenen Angaben 14 Delfine. Er wurde sowohl mehrmals ausgezeichnet, unter anderem mit dem Naturschutzpreis der Vereinten Nationen, als auch mehrmals festgenommen und verurteilt.
- Barry Horne (Großbritannien; 1952–2001) wurde erstmals wegen der Befreiung von Labortieren zu einer Haftstrafe von 18 Monaten verurteilt. Er starb nach einem Hungerstreik im Gefängnis, wo er eine Haftstrafe von 18 Jahren wegen Brandstiftung verbüßte. Das britische Gericht bezeichnete ihn als urban terrorist.
- Achim Stößer (Deutschland; * 1963) wurde 2005 wegen einer Tierbefreiung zu einer Geldstrafe verurteilt.
- Gary Yourofsky (USA; * 1970) wurde in den Jahren 1997–2001 13 mal verhaftet. 1999 verbrachte er 77 Tage in einem kanadischen Hochsicherheitsgefängnis, nachdem er einen Schaden von 500.000,-$ verursacht hatte auf einer Nerzfarm. Er hatte dort die Ställe geöffnet, so dass 1542 Nerze aus einer kanadischen Pelztierfarm entkamen.

## Kritik
Direkte Aktionen sind auch unter Tierrechtlern umstritten. Die Tierschutzposition lehnt sie im Allgemeinen ganz ab.